# Jimmy Gomez
Jimmy Gomez, född 25 november 1974 i Fullerton i Kalifornien, är en amerikansk demokratisk politiker. Han är ledamot av USA:s representanthus sedan 2017.
Gomez avlade kandidatexamen vid University of California, Los Angeles och masterexamen vid Harvard University. Kongressledamot Xavier Becerra avgick och Gomez fyllnadsvaldes 2017 till USA:s representanthus.
Gomez är gift med Mary Hodge. De bor i Eagle Rock, Kalifornien.